# Eテレシアター
Eテレシアターは2014年よりNHK Eテレ放送されている演劇番組。

## 概要
2011年3月まで放送された『芸術劇場』の終了後に設けられた、NHK Eテレの演劇番組。
2012年1月は『演劇特集』、2014年5月以降は『Eテレシアター』の番組名で演劇を放送している。

## 放送作品
| 作品名                                                   | 作                         | 演出                         | 初回放送日時                   |
| -------------------------------------------------------- | -------------------------- | ---------------------------- | ------------------------------ |
| 天守物語                                                 | 泉鏡花                     | 白井晃                       | 2012年01月15日 日曜15:00-17:00 |
| Paco〜箱と魔法の絵本〜 from ガマ王子vsザリガニ魔人       | 後藤ひろひと               | G2                           | 2014年05月03日 土曜14:00-15:11 |
| パン屋文六の思案〜続・岸田國士一幕劇コレクション〜       | 岸田國士                   | ケラリーノ・サンドロヴィッチ | 2015年01月04日 日曜14:30-16:07 |
| 抜目のない未亡人                                         | カルロ・ゴルドーニ         | 三谷幸喜                     | 2015年02月01日 日曜15:00-16:55 |
| 鉄腕アトム「地上最大のロボット」より「プルートゥ PLUTO」 | 浦沢直樹、手塚治虫         | 長崎尚志                     | 2015年05月24日 日曜14:30-15:43 |
| きらめく星座                                             | 井上ひさし                 | 栗山民也                     | 2015年12月31日 木曜17:00-18:25 |
| エッグ                                                   | 野田秀樹                   | 野田秀樹                     | 2016年01月23日 土曜14:00-15:24 |
| 元禄港歌-千年の恋の森-                                   | 秋元松代                   | 蜷川幸雄                     | 2016年06月05日 日曜00:50-01:56 |
| 狸御殿                                                   | 木村恵吾                   | 宮本亜門                     | 2017年01月02日 月曜12:00-14:41 |
| かもめ                                                   | アントン・チェーホフ       | 木内宏昌、熊林弘高           | 2017年03月04日 土曜14:00-16:51 |
| これはあなたのもの 1943-ウクライナ                       | ロアルド・ホフマン         | 鵜山仁                       | 2017年08月06日 日曜14:30-16:42 |
| トロイ戦争は起こらない                                   | ジャン・ジロドゥ           | 栗山民也                     | 2018年01月13日 土曜14:00-16:35 |
| シラノ・ド・ベルジュラック                               | エドモン・ロスタン         | 鈴木裕美                     | 2018年09月09日 土曜14:00-17:00 |
| オセロー                                                 | ウィリアム・シェイクスピア | 井上尊晶                     | 2018年12月30日 日曜14:00-17:00 |